# Tournoi masculin de water-polo aux Jeux européens de 2015
Cet article traite de l'épreuve masculine. Pour la compétition féminine, voir Tournoi féminin de water-polo aux Jeux européens de 2015.
Navigation
Jeux Européens 2019
Le tournoi masculin de water-polo aux Jeux européens de 2015 se tient à Bakou en Azerbaïdjan, du 12 juin au 21 juin 2015.
Cette compétition organisée par les Comités olympiques européens est considéré par la Ligue Européenne de Natation (LEN) comme les championnats d'Europe juniors. Les équipes de water-polo présentes à Bakou sont donc des sélections nationales U17 (moins de 17 ans). 

## Qualification
| Compétition                                     | Date                   | Lieu      | Nombre de places | Qualifiés                                               |
| ----------------------------------------------- | ---------------------- | --------- | ---------------- | ------------------------------------------------------- |
| Pays organisateur                               | –                      | –         | 1                | Azerbaïdjan                                             |
| Championnat d'Europe de water-polo junior 2013  | 8 au 15 septembre 2013 | Gżira     | 7                | Monténégro Serbie Italie Hongrie Croatie Russie Espagne |
| Qualification aux Jeux Européens 2015 Tournoi A | 12 au 15 mars 2015     | Nijverdal | 2                | Grèce Ukraine                                           |
| Qualification aux Jeux Européens 2015 Tournoi B | 12 au 15 mars 2015     | Graz      | 2                | Slovaquie Turquie                                       |
| Qualification aux Jeux Européens 2015 Tournoi C | 12 au 15 mars 2015     | Szczecin  | 2                | France Roumanie                                         |
| Qualification aux Jeux Européens 2015 Tournoi D | 12 au 15 mars 2015     | Gżira     | 2                | Allemagne Malte                                         |
| Total                                           |                        |           | 16               |                                                         |

## Tour préliminaire
Les équipes classées à la 1re place
de leur groupe se qualifient automatiquement pour les ¼ de finale. Les équipes classées 2e et 3e joueront des matchs de classement
pour atteindre les ¼ de finale. 

### Groupe A
| Rang | Équipe  | Pts | J | G | N | P | Bp | Bc | Diff |
| ---- | ------- | --- | - | - | - | - | -- | -- | ---- |
| 1    | Italie  | 9   | 3 | 3 | 0 | 0 | 39 | 19 | +20  |
| 2    | Russie  | 6   | 3 | 2 | 0 | 1 | 42 | 22 | +20  |
| 3    | France  | 3   | 3 | 1 | 0 | 2 | 23 | 29 | -6   |
| 4    | Ukraine | 0   | 3 | 0 | 0 | 3 | 16 | 50 | -34  |

|  | Qualifié pour le deuxième tour de la compétition                                                                   |
|  | Qualifié pour un match d'appui                                                                                     |
|  | Pts points ; G victoires ; N match nuls ; P défaites Bp buts marqués ; Bc buts encaissés ; Diff différence de buts |

| 13 juin 2015 | Russie  | 20 - 7               | Ukraine | Baku Aquatics Centre, Bakou                   |                                               |
| 12 h 00 CEST |         | (5-0, 2-2, 6-3, 7-2) |         | Arbitrage : STEFANOVIC Miodrag SCHWARTZ Matan | Arbitrage : STEFANOVIC Miodrag SCHWARTZ Matan |
| 12 h 00 CEST | Rapport |                      |         | Arbitrage : STEFANOVIC Miodrag SCHWARTZ Matan | Arbitrage : STEFANOVIC Miodrag SCHWARTZ Matan |

| 13 juin 2015 | Italie  | 12 - 5               | France                                | Baku Aquatics Centre, Bakou          |                                      |
| 13 h 45 CEST |         | (4-3, 1-1, 1-0, 6-1) | Chandieu (3) De Nardi (1) Boukili (1) | Arbitrage : RAKOVIC Ivan TORRES Raul | Arbitrage : RAKOVIC Ivan TORRES Raul |
| 13 h 45 CEST | Rapport |                      |                                       | Arbitrage : RAKOVIC Ivan TORRES Raul | Arbitrage : RAKOVIC Ivan TORRES Raul |

| 14 juin 2015 | Ukraine | 3 - 12               | France                                                                                    | Baku Aquatics Centre, Bakou                |                                            |
| 6 h 30 CEST  |         | (0-2, 1-4, 1-5, 1-1) | Brothier (1) Chandieu (3) Vincourt (1) Mutambayi (2) Lepoint (2) Ladouce (1) Ospedale (1) | Arbitrage : MAUSS Marcela ANGILERI Massimo | Arbitrage : MAUSS Marcela ANGILERI Massimo |
| 6 h 30 CEST  | Rapport |                      |                                                                                           | Arbitrage : MAUSS Marcela ANGILERI Massimo | Arbitrage : MAUSS Marcela ANGILERI Massimo |

| 14 juin 2015 | Italie  | 9 - 8                | Russie | Baku Aquatics Centre, Bakou                    |                                                |
| 17 h 30 CEST |         | (3-2, 2-0, 4-1, 0-5) |        | Arbitrage : COLOMINAS Juan Carlos MATACHE Radu | Arbitrage : COLOMINAS Juan Carlos MATACHE Radu |
| 17 h 30 CEST | Rapport |                      |        | Arbitrage : COLOMINAS Juan Carlos MATACHE Radu | Arbitrage : COLOMINAS Juan Carlos MATACHE Radu |

| 15 juin 2015 | Italie  | 18 - 6               | Ukraine | Baku Aquatics Centre, Bakou                   |                                               |
| 10 h 00 CEST |         | (4-0, 6-2, 4-3, 4-1) |         | Arbitrage : LITTLEJOHN Brian KUNIKOVA Martina | Arbitrage : LITTLEJOHN Brian KUNIKOVA Martina |
| 10 h 00 CEST | Rapport |                      |         | Arbitrage : LITTLEJOHN Brian KUNIKOVA Martina | Arbitrage : LITTLEJOHN Brian KUNIKOVA Martina |

| 15 juin 2015 | Russie  | 14 - 6               | France | Baku Aquatics Centre, Bakou          |                                      |
| 13 h 45 CEST |         | (5-2, 2-3, 4-1, 3-0) |        | Arbitrage : RAKOVIC Ivan VOGEL Gabor | Arbitrage : RAKOVIC Ivan VOGEL Gabor |
| 13 h 45 CEST | Rapport |                      |        | Arbitrage : RAKOVIC Ivan VOGEL Gabor | Arbitrage : RAKOVIC Ivan VOGEL Gabor |

### Groupe B
| Rang | Équipe      | Pts | J | G | N | P | Bp | Bc | Diff |
| ---- | ----------- | --- | - | - | - | - | -- | -- | ---- |
| 1    | Hongrie     | 9   | 3 | 3 | 0 | 0 | 50 | 14 | +36  |
| 2    | Roumanie    | 6   | 3 | 2 | 0 | 1 | 35 | 21 | +14  |
| 3    | Allemagne   | 3   | 3 | 1 | 0 | 2 | 17 | 34 | -17  |
| 4    | Azerbaïdjan | 0   | 3 | 0 | 0 | 3 | 16 | 49 | -33  |

|  | Qualifié pour le deuxième tour de la compétition                                                                   |
|  | Qualifié pour un match d'appui                                                                                     |
|  | Pts points ; G victoires ; N match nuls ; P défaites Bp buts marqués ; Bc buts encaissés ; Diff différence de buts |

| 13 juin 2015 | Hongrie | 9 - 8                | Allemagne | Baku Aquatics Centre, Bakou                |                                            |
| 10 h 00 CEST |         | (2-1, 3-2, 4-2, 0-3) |           | Arbitrage : TKACHENKO Vasiliy ERCOLI Marco | Arbitrage : TKACHENKO Vasiliy ERCOLI Marco |
| 10 h 00 CEST | Rapport |                      |           | Arbitrage : TKACHENKO Vasiliy ERCOLI Marco | Arbitrage : TKACHENKO Vasiliy ERCOLI Marco |

| 13 juin 2015 | Azerbaïdjan | 6 - 9                | Roumanie | Baku Aquatics Centre, Bakou                  |                                              |
| 15 h 45 CEST |             | (1-2, 1-4, 3-1, 1-2) |          | Arbitrage : RADICEVIC Vlaho MERCIER Benjamin | Arbitrage : RADICEVIC Vlaho MERCIER Benjamin |
| 15 h 45 CEST | Rapport     |                      |          | Arbitrage : RADICEVIC Vlaho MERCIER Benjamin | Arbitrage : RADICEVIC Vlaho MERCIER Benjamin |

| 14 juin 2015 | Roumanie | 5 - 10               | Allemagne | Baku Aquatics Centre, Bakou                     |                                                 |
| 6 h 30 CEST  |          | (0-2, 3-4, 2-2, 0-2) |           | Arbitrage : SCHWARTZ Matan ACHLADIOTIS Spyridon | Arbitrage : SCHWARTZ Matan ACHLADIOTIS Spyridon |
| 6 h 30 CEST  | Rapport  |                      |           | Arbitrage : SCHWARTZ Matan ACHLADIOTIS Spyridon | Arbitrage : SCHWARTZ Matan ACHLADIOTIS Spyridon |

| 14 juin 2015 | Hongrie | 23 - 3               | Azerbaïdjan | Baku Aquatics Centre, Bakou                    |                                                |
| 15 h 45 CEST |         | (4-2, 5-0, 7-1, 7-0) |             | Arbitrage : LITTLEJOHN Brian BLANCHARD Florent | Arbitrage : LITTLEJOHN Brian BLANCHARD Florent |
| 15 h 45 CEST | Rapport |                      |             | Arbitrage : LITTLEJOHN Brian BLANCHARD Florent | Arbitrage : LITTLEJOHN Brian BLANCHARD Florent |

| 15 juin 2015 | Hongrie | 18 - 3               | Roumanie | Baku Aquatics Centre, Bakou                     |                                                 |
| 12 h 00 CEST |         | (5-0, 3-0, 6-1, 4-2) |          | Arbitrage : BIANCO Daniele VAN DER LOO Cornelis | Arbitrage : BIANCO Daniele VAN DER LOO Cornelis |
| 12 h 00 CEST | Rapport |                      |          | Arbitrage : BIANCO Daniele VAN DER LOO Cornelis | Arbitrage : BIANCO Daniele VAN DER LOO Cornelis |

| 15 juin 2015 | Azerbaïdjan | 7 - 17               | Allemagne | Baku Aquatics Centre, Bakou                      |                                                  |
| 15 h 45 CEST |             | (4-7, 2-5, 1-3, 0-2) |           | Arbitrage : KYRANIS Konstantinos DREVAL Svetlana | Arbitrage : KYRANIS Konstantinos DREVAL Svetlana |
| 15 h 45 CEST | Rapport     |                      |           | Arbitrage : KYRANIS Konstantinos DREVAL Svetlana | Arbitrage : KYRANIS Konstantinos DREVAL Svetlana |

### Groupe C
| Rang | Équipe     | Pts | J | G | N | P | Bp | Bc | Diff |
| ---- | ---------- | --- | - | - | - | - | -- | -- | ---- |
| 1    | Croatie    | 7   | 3 | 2 | 1 | 0 | 41 | 29 | +12  |
| 2    | Grèce      | 6   | 3 | 2 | 0 | 1 | 39 | 28 | +11  |
| 3    | Monténégro | 4   | 3 | 1 | 1 | 1 | 34 | 33 | +1   |
| 4    | Turquie    | 0   | 3 | 0 | 0 | 3 | 15 | 39 | -24  |

|  | Qualifié pour le deuxième tour de la compétition                                                                   |
|  | Qualifié pour un match d'appui                                                                                     |
|  | Pts points ; G victoires ; N match nuls ; P défaites Bp buts marqués ; Bc buts encaissés ; Diff différence de buts |

| 13 juin 2015 | Croatie                                               | 17-6                 | Turquie                                               | Centre aquatique de Bakou, Bakou                  |                                                   |
| 6 h 30 CEST  | Dašić (6) Lazić (3) Paparić (3) Biljaka (1) Krolo (1) | (4-3, 4-1, 3-0, 6-2) | Öztemel (2) Yalçın (2) Demircioğlu (1) Rombopulos (1) | Arbitrage : Christian Landmann Gabriella Várkonyi | Arbitrage : Christian Landmann Gabriella Várkonyi |
| 6 h 30 CEST  | Rapport                                               |                      |                                                       | Arbitrage : Christian Landmann Gabriella Várkonyi | Arbitrage : Christian Landmann Gabriella Várkonyi |

| 13 juin 2015 | Monténégro | 12 - 16              | Grèce | Baku Aquatics Centre, Bakou          |                                      |
| 17 h 30 CEST |            | (1-3, 5-4, 2-5, 4-4) |       | Arbitrage : VOGEL Gabor KOGANOV Mark | Arbitrage : VOGEL Gabor KOGANOV Mark |
| 17 h 30 CEST | Rapport    |                      |       | Arbitrage : VOGEL Gabor KOGANOV Mark | Arbitrage : VOGEL Gabor KOGANOV Mark |

| 14 juin 2015 | Turquie | 3 - 11               | Grèce | Baku Aquatics Centre, Bakou                 |                                             |
| 8 h 15 CEST  |         | (0-3, 1-3, 1-3, 1-2) |       | Arbitrage : KOGANOV Mark STEFANOVIC Miodrag | Arbitrage : KOGANOV Mark STEFANOVIC Miodrag |
| 8 h 15 CEST  | Rapport |                      |       | Arbitrage : KOGANOV Mark STEFANOVIC Miodrag | Arbitrage : KOGANOV Mark STEFANOVIC Miodrag |

| 14 juin 2015 | Monténégro | 11 - 11              | Croatie | Baku Aquatics Centre, Bakou          |                                      |
| 12 h 0 CEST  |            | (2-3, 3-1, 4-2, 2-5) |         | Arbitrage : TORRES Raul RAKOVIC Ivan | Arbitrage : TORRES Raul RAKOVIC Ivan |
| 12 h 0 CEST  | Rapport    |                      |         | Arbitrage : TORRES Raul RAKOVIC Ivan | Arbitrage : TORRES Raul RAKOVIC Ivan |

| 15 juin 2015 | Monténégro | 11 - 6               | Turquie | Baku Aquatics Centre, Bakou                       |                                                   |
| 6 h 30 CEST  |            | (2-2, 3-1, 4-2, 2-1) |         | Arbitrage : STEFANOVIC Miodrag VARKONYI Gabriella | Arbitrage : STEFANOVIC Miodrag VARKONYI Gabriella |
| 6 h 30 CEST  | Rapport    |                      |         | Arbitrage : STEFANOVIC Miodrag VARKONYI Gabriella | Arbitrage : STEFANOVIC Miodrag VARKONYI Gabriella |

| 15 juin 2015 | Croatie | 13 - 12              | Grèce | Baku Aquatics Centre, Bakou                    |                                                |
| 17 h 30 CEST |         | (5-6, 1-2, 2-2, 5-2) |       | Arbitrage : MATACHE Radu COLOMINAS Juan Carlos | Arbitrage : MATACHE Radu COLOMINAS Juan Carlos |
| 17 h 30 CEST | Rapport |                      |       | Arbitrage : MATACHE Radu COLOMINAS Juan Carlos | Arbitrage : MATACHE Radu COLOMINAS Juan Carlos |

### Groupe D
| Rang | Équipe    | Pts | J | G | N | P | Bp | Bc | Diff |
| ---- | --------- | --- | - | - | - | - | -- | -- | ---- |
| 1    | Espagne   | 9   | 3 | 3 | 0 | 0 | 46 | 27 | +19  |
| 2    | Serbie    | 6   | 3 | 2 | 0 | 1 | 41 | 18 | +23  |
| 3    | Slovaquie | 3   | 3 | 1 | 0 | 2 | 29 | 36 | -7   |
| 4    | Malte     | 0   | 3 | 0 | 0 | 3 | 15 | 55 | -40  |

|  | Qualifié pour le deuxième tour de la compétition                                                                   |
|  | Qualifié pour un match d'appui                                                                                     |
|  | Pts points ; G victoires ; N match nuls ; P défaites Bp buts marqués ; Bc buts encaissés ; Diff différence de buts |

| 13 juin 2015 | Espagne | 22 - 4               | Malte | Baku Aquatics Centre, Bakou                         |                                                     |
| 6 h 30 CEST  |         | (6-1, 4-0, 5-0, 7-3) |       | Arbitrage : BYELYEVTSOV Vyacheslav LITTLEJOHN Brian | Arbitrage : BYELYEVTSOV Vyacheslav LITTLEJOHN Brian |
| 6 h 30 CEST  | Rapport |                      |       | Arbitrage : BYELYEVTSOV Vyacheslav LITTLEJOHN Brian | Arbitrage : BYELYEVTSOV Vyacheslav LITTLEJOHN Brian |

| 13 juin 2015 | Serbie  | 14 - 5               | Slovaquie | Baku Aquatics Centre, Bakou                    |                                                |
| 8 h 15 CEST  |         | (5-1, 1-0, 4-2, 4-2) |           | Arbitrage : ACHLADIOTIS Spyridon TURKKAN Erkan | Arbitrage : ACHLADIOTIS Spyridon TURKKAN Erkan |
| 8 h 15 CEST  | Rapport |                      |           | Arbitrage : ACHLADIOTIS Spyridon TURKKAN Erkan | Arbitrage : ACHLADIOTIS Spyridon TURKKAN Erkan |

| 14 juin 2015 | Malte   | 8 - 15               | Slovaquie | Baku Aquatics Centre, Bakou              |                                          |
| 10 h 0 CEST  |         | (1-6, 4-2, 0-2, 3-5) |           | Arbitrage : DREVAL Svetlana ERCOLI Marco | Arbitrage : DREVAL Svetlana ERCOLI Marco |
| 10 h 0 CEST  | Rapport |                      |           | Arbitrage : DREVAL Svetlana ERCOLI Marco | Arbitrage : DREVAL Svetlana ERCOLI Marco |

| 14 juin 2015 | Serbie  | 9-10                 | Espagne | Baku Aquatics Centre, Bakou                       |                                                   |
| 13 h 45 CEST |         | (2-2, 3-2, 1-0, 3-6) |         | Arbitrage : MERCIER Benjamin VAN DER LOO Cornelis | Arbitrage : MERCIER Benjamin VAN DER LOO Cornelis |
| 13 h 45 CEST | Rapport |                      |         | Arbitrage : MERCIER Benjamin VAN DER LOO Cornelis | Arbitrage : MERCIER Benjamin VAN DER LOO Cornelis |

| 15 juin 2015 | Serbie  | 18 - 3               | Malte | Baku Aquatics Centre, Bakou                     |                                                 |
| 6 h 30 CEST  |         | (4-1, 6-0, 3-1, 5-1) |       | Arbitrage : ERCOLI Marco BYELYEVTSOV Vyacheslav | Arbitrage : ERCOLI Marco BYELYEVTSOV Vyacheslav |
| 6 h 30 CEST  | Rapport |                      |       | Arbitrage : ERCOLI Marco BYELYEVTSOV Vyacheslav | Arbitrage : ERCOLI Marco BYELYEVTSOV Vyacheslav |

| 15 juin 2015 | Espagne | 14 - 9               | Slovaquie | Baku Aquatics Centre, Bakou                    |                                                |
| 8 h 15 CEST  |         | (2-2, 4-2, 5-3, 3-2) |           | Arbitrage : MERCIER Benjamin TKACHENKO Vasiliy | Arbitrage : MERCIER Benjamin TKACHENKO Vasiliy |
| 8 h 15 CEST  | Rapport |                      |           | Arbitrage : MERCIER Benjamin TKACHENKO Vasiliy | Arbitrage : MERCIER Benjamin TKACHENKO Vasiliy |

### Match d'appui
| Équipe 1  | Résultat | Équipe 2   |
| --------- | -------- | ---------- |
| Russie    | 11 - 8   | Monténégro |
| Allemagne | 13 - 7   | Slovaquie  |
| Grèce     | 16 - 7   | France     |
| Serbie    | 8 - 2    | Roumanie   |

| 16 juin 2015 | Russie  | 11 - 8               | Monténégro | Baku Aquatics Centre, Bakou                           |                                                       |
| 11 h 15 CEST |         | (4-2, 1-1, 3-4, 3-1) |            | Arbitrage : ACHLADIOTIS Spyridon VAN DER LOO Cornelis | Arbitrage : ACHLADIOTIS Spyridon VAN DER LOO Cornelis |
| 11 h 15 CEST | Rapport |                      |            | Arbitrage : ACHLADIOTIS Spyridon VAN DER LOO Cornelis | Arbitrage : ACHLADIOTIS Spyridon VAN DER LOO Cornelis |

| 16 juin 2015 | Allemagne | 13 - 7               | Slovaquie | Baku Aquatics Centre, Bakou             |                                         |
| 15 h 0 CEST  |           | (2-1, 2-2, 6-4, 3-0) |           | Arbitrage : BIANCO Daniele RAKOVIC Ivan | Arbitrage : BIANCO Daniele RAKOVIC Ivan |
| 15 h 0 CEST  | Rapport   |                      |           | Arbitrage : BIANCO Daniele RAKOVIC Ivan | Arbitrage : BIANCO Daniele RAKOVIC Ivan |

| 16 juin 2015 | Grèce   | 16 - 7               | France | Baku Aquatics Centre, Bakou                       |                                                   |
| 13 h 0 CEST  |         | (4-2, 5-2, 6-0, 1-3) |        | Arbitrage : BYELYEVTSOV Vyacheslav SCHWARTZ Matan | Arbitrage : BYELYEVTSOV Vyacheslav SCHWARTZ Matan |
| 13 h 0 CEST  | Rapport |                      |        | Arbitrage : BYELYEVTSOV Vyacheslav SCHWARTZ Matan | Arbitrage : BYELYEVTSOV Vyacheslav SCHWARTZ Matan |

| 16 juin 2015 | Serbie  | 8 - 2                | Roumanie | Baku Aquatics Centre, Bakou              |                                          |
| 16 h 45 CEST |         | (2-0, 1-0, 3-1, 2-1) |          | Arbitrage : KOGANOV Mark RADICEVIC Vlaho | Arbitrage : KOGANOV Mark RADICEVIC Vlaho |
| 16 h 45 CEST | Rapport |                      |          | Arbitrage : KOGANOV Mark RADICEVIC Vlaho | Arbitrage : KOGANOV Mark RADICEVIC Vlaho |

## Phase à élimination directe

### Phase finale
|  | Quarts de finale | Quarts de finale |         |         | Demi-finales           | Demi-finales |  |  | Finale | Finale |
|  | Quarts de finale | Quarts de finale |         |         | Demi-finales           | Demi-finales |  |  | Finale | Finale |
|  |                  |                  |         |         |                        |              |  |  |        |        |
|  |                  |                  |         |         |                        |              |  |  |        |        |
|  |                  |                  |         |         |                        |              |  |  |        |        |
|  | Russie           | 9                |         |         |                        |              |  |  |        |        |
|  | Russie           | 9                |         |         |                        |              |  |  |        |        |
|  | Espagne          | 14               |         |         |                        |              |  |  |        |        |
|  | Espagne          | 14               | Espagne | 9       |                        |              |  |  |        |        |
|  |                  |                  | Espagne | 9       |                        |              |  |  |        |        |
|  |                  | Croatie          | 8       |         |                        |              |  |  |        |        |
|  | Allemagne        | Croatie          | 8       | 12      |                        |              |  |  |        |        |
|  | Allemagne        |                  |         | 12      |                        |              |  |  |        |        |
|  | Croatie          | 18               |         |         |                        |              |  |  |        |        |
|  | Croatie          | 18               | Espagne | 7       |                        |              |  |  |        |        |
|  |                  |                  | Espagne | 7       |                        |              |  |  |        |        |
|  |                  | Serbie           | 8       |         |                        |              |  |  |        |        |
|  | Grèce            | Serbie           | 8       | 10 (5)  |                        |              |  |  |        |        |
|  | Grèce            |                  |         | 10 (5)  |                        |              |  |  |        |        |
|  | Hongrie          | 10 (3)           |         |         |                        |              |  |  |        |        |
|  | Hongrie          | 10 (3)           | Grèce   | 7 (5)   |                        |              |  |  |        |        |
|  |                  |                  | Grèce   | 7 (5)   | Match pour la 3e place |              |  |  |        |        |
|  |                  | Serbie           | 7 (6)   |         |                        |              |  |  |        |        |
|  | Serbie           | Serbie           | 7 (6)   | 8       |                        |              |  |  |        |        |
|  | Serbie           |                  |         | 8       |                        |              |  |  |        |        |
|  | Italie           | 7                |         | Croatie | 10                     |              |  |  |        |        |
|  | Italie           | 7                |         | Croatie | 10                     |              |  |  |        |        |
|  |                  |                  |         |         |                        |              |  |  | Grèce  | 11     |
|  |                  |                  |         |         |                        |              |  |  | Grèce  | 11     |

#### Quarts de finale
| 17 juin 2015 | Russie  | 9 - 14               | Espagne | Baku Aquatics Centre, Bakou                  |                                              |
| 11 h 15 CEST |         | (4-3, 2-2, 2-6, 1-3) |         | Arbitrage : VOGEL Gabor VAN DER LOO Cornelis | Arbitrage : VOGEL Gabor VAN DER LOO Cornelis |
| 11 h 15 CEST | Rapport |                      |         | Arbitrage : VOGEL Gabor VAN DER LOO Cornelis | Arbitrage : VOGEL Gabor VAN DER LOO Cornelis |

| 17 juin 2015 | Allemagne | 12 - 18              | Croatie | Baku Aquatics Centre, Bakou                     |                                                 |
| 15 h 0 CEST  |           | (0-3, 6-5, 5-5, 1-5) |         | Arbitrage : MERCIER Benjamin STEFANOVIC Miodrag | Arbitrage : MERCIER Benjamin STEFANOVIC Miodrag |
| 15 h 0 CEST  | Rapport   |                      |         | Arbitrage : MERCIER Benjamin STEFANOVIC Miodrag | Arbitrage : MERCIER Benjamin STEFANOVIC Miodrag |

| 17 juin 2015 | Grèce   | 10 - 10 5 - 3 (APSO) | Hongrie | Baku Aquatics Centre, Bakou             |                                         |
| 13 h 0 CEST  |         | (3-3, 3-3, 3-1, 1-3) |         | Arbitrage : BIANCO Daniele MATACHE Radu | Arbitrage : BIANCO Daniele MATACHE Radu |
| 13 h 0 CEST  | Rapport |                      |         | Arbitrage : BIANCO Daniele MATACHE Radu | Arbitrage : BIANCO Daniele MATACHE Radu |

| 17 juin 2015 | Serbie  | 8 - 7                | Italie | Baku Aquatics Centre, Bakou                    |                                                |
| 16 h 45 CEST |         | (2-1, 1-3, 3-2, 2-1) |        | Arbitrage : COLOMINAS Juan Carlos KOGANOV Mark | Arbitrage : COLOMINAS Juan Carlos KOGANOV Mark |
| 16 h 45 CEST | Rapport |                      |        | Arbitrage : COLOMINAS Juan Carlos KOGANOV Mark | Arbitrage : COLOMINAS Juan Carlos KOGANOV Mark |

#### Demi-finales
| 19 juin 2015 | Espagne | 9 - 8                | Croatie | Baku Aquatics Centre, Bakou             |                                         |
| 16 h 0 CEST  |         | (1-2, 2-2, 4-0, 2-4) |         | Arbitrage : MATACHE Radu BIANCO Daniele | Arbitrage : MATACHE Radu BIANCO Daniele |
| 16 h 0 CEST  | Rapport |                      |         | Arbitrage : MATACHE Radu BIANCO Daniele | Arbitrage : MATACHE Radu BIANCO Daniele |

| 19 juin 2015 | Grèce   | 7 - 7 5 - 6 (APSO)   | Serbie | Baku Aquatics Centre, Bakou            |                                        |
| 17 h 30 CEST |         | (2-3, 2-3, 1-0, 2-1) |        | Arbitrage : VOGEL Gabor SCHWARTZ Matan | Arbitrage : VOGEL Gabor SCHWARTZ Matan |
| 17 h 30 CEST | Rapport |                      |        | Arbitrage : VOGEL Gabor SCHWARTZ Matan | Arbitrage : VOGEL Gabor SCHWARTZ Matan |

#### Match pour la troisième place
| 21 juin 2015 | Croatie | 10-11                | Grèce | Baku Aquatics Centre, Bakou         |                                     |
| 15 h 0 CEST  |         | (3-5, 1-1, 5-3, 1-2) |       | Arbitrage : VOGEL Gabor TORRES Raul | Arbitrage : VOGEL Gabor TORRES Raul |
| 15 h 0 CEST  | Rapport |                      |       | Arbitrage : VOGEL Gabor TORRES Raul | Arbitrage : VOGEL Gabor TORRES Raul |

#### Finale
| 21 juin 2015 | Espagne | 7-8                  | Serbie | Baku Aquatics Centre, Bakou             |                                         |
| 16 h 30 CEST |         | (3-2, 1-1, 2-4, 1-1) |        | Arbitrage : KOGANOV Mark BIANCO Daniele | Arbitrage : KOGANOV Mark BIANCO Daniele |
| 16 h 30 CEST | Rapport |                      |        | Arbitrage : KOGANOV Mark BIANCO Daniele | Arbitrage : KOGANOV Mark BIANCO Daniele |

### Match de classement 5 à 8
|  | Match de classement | Match de classement |          |    | 5e place | 5e place |
|  | Match de classement | Match de classement |          |    | 5e place | 5e place |
|  |                     |                     |          |    |          |          |
|  |                     |                     |          |    |          |          |
|  |                     |                     |          |    |          |          |
|  | Russie              | 16                  |          |    |          |          |
|  | Russie              | 16                  |          |    |          |          |
|  | Allemagne           | 9                   |          |    |          |          |
|  | Allemagne           | 9                   | Russie   | 6  |          |          |
|  |                     |                     | Russie   | 6  |          |          |
|  |                     | Italie              | 11       |    |          |          |
|  | Hongrie             | Italie              | 11       | 10 |          |          |
|  | Hongrie             |                     |          | 10 |          |          |
|  | Italie              | 11                  |          |    |          |          |
|  | Italie              | 11                  | 7e place |    |          |          |
|  |                     |                     |          |    |          |          |
|  |                     |                     |          |    |          |          |
|  |                     |                     |          |    |          |          |
|  | Allemagne           | 6                   |          |    |          |          |
|  | Allemagne           | 6                   |          |    |          |          |
|  | Hongrie             | 15                  |          |    |          |          |
|  | Hongrie             | 15                  |          |    |          |          |

#### Match de classement
| 19 juin 2015 | Russie  | 16 - 9               | Allemagne | Baku Aquatics Centre, Bakou                       |                                                   |
| 12 h 0 CEST  |         | (3-2, 4-1, 5-4, 4-2) |           | Arbitrage : KYRANIS Konstantinos LITTLEJOHN Brian | Arbitrage : KYRANIS Konstantinos LITTLEJOHN Brian |
| 12 h 0 CEST  | Rapport |                      |           | Arbitrage : KYRANIS Konstantinos LITTLEJOHN Brian | Arbitrage : KYRANIS Konstantinos LITTLEJOHN Brian |

| 19 juin 2015 | Hongrie | 10 - 11              | Italie | Baku Aquatics Centre, Bakou                      |                                                  |
| 14 h 30 CEST |         | (2-2, 3-4, 1-4, 4-1) |        | Arbitrage : VAN DER LOO Cornelis OBRADOVIC Boris | Arbitrage : VAN DER LOO Cornelis OBRADOVIC Boris |
| 14 h 30 CEST | Rapport |                      |        | Arbitrage : VAN DER LOO Cornelis OBRADOVIC Boris | Arbitrage : VAN DER LOO Cornelis OBRADOVIC Boris |

#### Match pour la7eplace
| 21 juin 2015 | Allemagne | 6 - 15               | Hongrie | Baku Aquatics Centre, Bakou                 |                                             |
| 10 h 0 CEST  |           | (2-5, 2-3, 1-3, 1-4) |         | Arbitrage : BLANCHARD Florent TURKKAN Erkan | Arbitrage : BLANCHARD Florent TURKKAN Erkan |
| 10 h 0 CEST  | Rapport   |                      |         | Arbitrage : BLANCHARD Florent TURKKAN Erkan | Arbitrage : BLANCHARD Florent TURKKAN Erkan |

#### Match pour la5eplace
| 21 juin 2015 | Russie  | 6 - 11               | Italie | Baku Aquatics Centre, Bakou                     |                                                 |
| 11 h 30 CEST |         | (3-2, 0-3, 1-4, 2-2) |        | Arbitrage : SCHWARTZ Matan ACHLADIOTIS Spyridon | Arbitrage : SCHWARTZ Matan ACHLADIOTIS Spyridon |
| 11 h 30 CEST | Rapport |                      |        | Arbitrage : SCHWARTZ Matan ACHLADIOTIS Spyridon | Arbitrage : SCHWARTZ Matan ACHLADIOTIS Spyridon |

### Match de classement 9 à 12
|  | Match de classement | Match de classement |            |    | 9e place | 9e place |
|  | Match de classement | Match de classement |            |    | 9e place | 9e place |
|  |                     |                     |            |    |          |          |
|  |                     |                     |            |    |          |          |
|  |                     |                     |            |    |          |          |
|  | Monténégro          | 9                   |            |    |          |          |
|  | Monténégro          | 9                   |            |    |          |          |
|  | Slovaquie           | 8                   |            |    |          |          |
|  | Slovaquie           | 8                   | Monténégro | 15 |          |          |
|  |                     |                     | Monténégro | 15 |          |          |
|  |                     | France              | 4          |    |          |          |
|  | France              | France              | 4          | 7  |          |          |
|  | France              |                     |            | 7  |          |          |
|  | Roumanie            | 5                   |            |    |          |          |
|  | Roumanie            | 5                   | 11e place  |    |          |          |
|  |                     |                     |            |    |          |          |
|  |                     |                     |            |    |          |          |
|  |                     |                     |            |    |          |          |
|  | Slovaquie           | 7                   |            |    |          |          |
|  | Slovaquie           | 7                   |            |    |          |          |
|  | Roumanie            | 8                   |            |    |          |          |
|  | Roumanie            | 8                   |            |    |          |          |

#### Match de classement
| 17 juin 2015 | Monténégro | 9 - 8                | Slovaquie | Baku Aquatics Centre, Bakou                   |                                               |
| 15 h 00 CEST |            | (2-1, 4-4, 1-2, 2-1) |           | Arbitrage : ERCOLI Marco KYRANIS Konstantinos | Arbitrage : ERCOLI Marco KYRANIS Konstantinos |
| 15 h 00 CEST | Rapport    |                      |           | Arbitrage : ERCOLI Marco KYRANIS Konstantinos | Arbitrage : ERCOLI Marco KYRANIS Konstantinos |

| 17 juin 2015 | France  | 7 - 5                | Roumanie | Baku Aquatics Centre, Bakou                  |                                              |
| 16 h 45 CEST |         | (0-0, 1-1, 3-2, 3-2) |          | Arbitrage : LAGINJA Andrej TKACHENKO Vasiliy | Arbitrage : LAGINJA Andrej TKACHENKO Vasiliy |
| 16 h 45 CEST | Rapport |                      |          | Arbitrage : LAGINJA Andrej TKACHENKO Vasiliy | Arbitrage : LAGINJA Andrej TKACHENKO Vasiliy |

#### Match pour la11eplace
| 19 juin 2015 | Slovaquie | 7 - 8                | Roumanie | Baku Aquatics Centre, Bakou                   |                                               |
| 9 h 0 CEST   |           | (2-1, 2-4, 3-2, 0-1) |          | Arbitrage : MERCIER Benjamin ANGILERI Massimo | Arbitrage : MERCIER Benjamin ANGILERI Massimo |
| 9 h 0 CEST   | Rapport   |                      |          | Arbitrage : MERCIER Benjamin ANGILERI Massimo | Arbitrage : MERCIER Benjamin ANGILERI Massimo |

#### Match pour la9eplace
| 19 juin 2015 | Monténégro | 15 - 4               | France | Baku Aquatics Centre, Bakou                        |                                                    |
| 10 h 30 CEST |            | (3-1, 3-1, 5-1, 4-1) |        | Arbitrage : DREVAL Svetlana BYELYEVTSOV Vyacheslav | Arbitrage : DREVAL Svetlana BYELYEVTSOV Vyacheslav |
| 10 h 30 CEST | Rapport    |                      |        | Arbitrage : DREVAL Svetlana BYELYEVTSOV Vyacheslav | Arbitrage : DREVAL Svetlana BYELYEVTSOV Vyacheslav |

### Match de classement 13 à 16
|  | Match de classement | Match de classement |           |    | 13e place | 13e place |
|  | Match de classement | Match de classement |           |    | 13e place | 13e place |
|  |                     |                     |           |    |           |           |
|  |                     |                     |           |    |           |           |
|  |                     |                     |           |    |           |           |
|  | Ukraine             | 9                   |           |    |           |           |
|  | Ukraine             | 9                   |           |    |           |           |
|  | Turquie             | 11                  |           |    |           |           |
|  | Turquie             | 11                  | Turquie   | 11 |           |           |
|  |                     |                     | Turquie   | 11 |           |           |
|  |                     | Azerbaïdjan         | 6         |    |           |           |
|  | Azerbaïdjan         | Azerbaïdjan         | 6         | 8  |           |           |
|  | Azerbaïdjan         |                     |           | 8  |           |           |
|  | Malte               | 7                   |           |    |           |           |
|  | Malte               | 7                   | 15e place |    |           |           |
|  |                     |                     |           |    |           |           |
|  |                     |                     |           |    |           |           |
|  |                     |                     |           |    |           |           |
|  | Ukraine             | 13                  |           |    |           |           |
|  | Ukraine             | 13                  |           |    |           |           |
|  | Malte               | 8                   |           |    |           |           |
|  | Malte               | 8                   |           |    |           |           |

#### Match de classement
| 16 juin 2015 | Ukraine | 9 - 11               | Turquie | Baku Aquatics Centre, Bakou                   |                                               |
| 9 h 30 CEST  |         | (1-5, 2-1, 1-3, 5-2) |         | Arbitrage : LAGINJA Andrej LANDMANN Christian | Arbitrage : LAGINJA Andrej LANDMANN Christian |
| 9 h 30 CEST  | Rapport |                      |         | Arbitrage : LAGINJA Andrej LANDMANN Christian | Arbitrage : LAGINJA Andrej LANDMANN Christian |

| 16 juin 2015 | Azerbaïdjan | 8 - 7                | Malte | Baku Aquatics Centre, Bakou                       |                                                   |
| 9 h 15 CEST  |             | (3-2, 2-3, 2-2, 1-0) |       | Arbitrage : OBRADOVIC Boris COLOMINAS Juan Carlos | Arbitrage : OBRADOVIC Boris COLOMINAS Juan Carlos |
| 9 h 15 CEST  | Rapport     |                      |       | Arbitrage : OBRADOVIC Boris COLOMINAS Juan Carlos | Arbitrage : OBRADOVIC Boris COLOMINAS Juan Carlos |

#### Match pour la15eplace
| 17 juin 2015 | Ukraine | 13 - 8               | Malte | Baku Aquatics Centre, Bakou                |                                            |
| 11 h 15 CEST |         | (3-2, 3-2, 4-2, 3-2) |       | Arbitrage : TORRES Raul LANDMANN Christian | Arbitrage : TORRES Raul LANDMANN Christian |
| 11 h 15 CEST | Rapport |                      |       | Arbitrage : TORRES Raul LANDMANN Christian | Arbitrage : TORRES Raul LANDMANN Christian |

#### Match pour la13eplace
| 17 juin 2015 | Turquie | 11 - 6               | Azerbaïdjan | Baku Aquatics Centre, Bakou                    |                                                |
| 13 h 00 CEST |         | (3-0, 3-1, 4-2, 1-3) |             | Arbitrage : BLANCHARD Florent LITTLEJOHN Brian | Arbitrage : BLANCHARD Florent LITTLEJOHN Brian |
| 13 h 00 CEST | Rapport |                      |             | Arbitrage : BLANCHARD Florent LITTLEJOHN Brian | Arbitrage : BLANCHARD Florent LITTLEJOHN Brian |

## Classement
| Place              | Équipe      | V-N-D |
| ------------------ | ----------- | ----- |
| Médaille d'or      | Serbie      | 6-0-1 |
| Médaille d'argent  | Espagne     | 5-0-1 |
| Médaille de bronze | Grèce       | 6-0-1 |
| 4                  | Croatie     | 3-1-2 |
| 5                  | Italie      | 5-0-1 |
| 6                  | Russie      | 4-0-3 |
| 7                  | Hongrie     | 4-0-2 |
| 8                  | Allemagne   | 2-0-5 |
| 9                  | Monténégro  | 3-1-2 |
| 10                 | France      | 2-0-4 |
| 11                 | Roumanie    | 3-0-3 |
| 12                 | Slovaquie   | 1-0-5 |
| 13                 | Turquie     | 2-0-3 |
| 14                 | Azerbaïdjan | 1-0-4 |
| 15                 | Ukraine     | 1-0-4 |
| 16                 | Malte       | 0-0-5 |